# 전이 상태
전이 상태(영어: transition state)는 화학 반응의 중간에 나타나는 상태로 반응 좌표(reaction coordinate)에서 가장 높은 퍼텐셜 에너지(potential energy)를 나타낸다. 이중 단검(‡, double dagger) 기호로 나타낸다. 전이 상태의 물질은 따로 분리가 불가능하다.
반응 중간체(reaction intermediate)는 위치 에너지가 낮고, 따로 분리가 가능하다.
전이 상태는 활성화 착물(activated complex)을 형성한다.

## 같이 보기
- 반응 중간체(reaction intermediate)
- 반응성 중간체(reactive intermediate)
- 활성화 착물(activated complex)